# Mari Vallisoo
Mari Vallisoo (* 12. November 1950 in Sassukvere, Landgemeinde Pala, Estnische SSR; † 4. August 2013 in Tartu) war eine estnische Lyrikerin.

## Leben und Werk
Mari Vallisoo schloss 1973 ihr Studium am Tallinner Technikum als Programmiererin ab und arbeitete danach in Tartu an einem Institut fùr Computertechnologie und von 1980 bis 1982 am Lehrstuhl für Logik und Psychologie der Universität Tartu. Seit 1983 war sie Mitglied des estnischen Schriftstellerverbandes und seit dem gleichen Jahr lebte sie als freiberufliche Lyrikerin in Tartu.
Vallisoo debütierte 1979 mit dem Band Kallid koerad (Die lieben Hunde) und hatte danach regelmäßig weitere Sammlungen vorgelegt. Da sie jedoch relativ zurückgezogen in Tartu lebte und sich dem literarischen Trubel im Allgemeinen fernhielt, galt sie bisweilen als Geheimtipp.
Ihre Dichtung verwendet phantasievoll Motive aus der Folklore – aus Märchen oder dem estnischen Epos Kalevipoeg – und behandelt häufig alltägliche Dinge, denen sie eine philosophische Dimension abgewinnt, wie am folgenden Beispiel deutlich wird:
Geschichte von unserem Korridor

Plötzlich sehe ich deutlich –

der Wasserhahn an der Wand unseres Gemeinschaftskorridors

ist völlig schief

Komisch, wie

man das achtzehn Jahre lang

nicht bemerkt hat

Oder nein Der Ausguss selbst

ist völlig schief an der Wand

Ach nein die Wand selbst

Was soll man da schon erwarten

hat ja bald ein Jahrhundert auf dem Buckel

Falsch ist letztlich auch das

Das Haus steht nämlich schief

Auf der Erde Ach was

Die Erde ist so fürchterlich schief

Besonders wenn man sie mit dem

spritzenden Wasserhahn unseres Gemeinschaftskorridors vergleicht

Also vergleiche ich und vergleiche

Bis die kleine Mari-Liis

summend und hopsend daherkommt

zwei Finger nass macht

sich ihre sommersprossige Nase wäscht

und ihre blauen Augen.
(entnommen der Sammlung Sünnisõnad ja surmasõnumid (Geburtsworte und Todesbotschaften, 1991, S. 39), übersetzt von Cornelius Hasselblatt)
Auf Deutsch liegen bislang nur einige Übersetzungen in der Zeitschrift estonia 2/2003 (S. 43–53, übersetzt von Gisbert Jänicke) vor. Auf Niederländisch sind in der Anthologie Woorden in de wind van de Oostzee 15 Gedichte von ihr übersetzt.
Mari Vallisoo verstarb im Alter von 62 Jahren.

## Gedichtsammlungen
- Kallid koerad. Tallinn: Eesti Raamat 1979.
- Kõnelen sinuga kevadekuul. Tallinn: Eesti Raamat 1980.
- Rändlinnud kõrvaltoas. Tallinn: Eesti Raamat 1983.
- Kõnelevad ja lendavad. Tallinn: Eesti Raamat 1986.
- Sünnisõnad ja surmasõnumid. Tallinn: Eesti Raamat 1991.
- Ainsuse olevik. Tartu: Ilmamaa 2000.
- Ussisõnad. Kodavere keeles. Tartu: Ilmamaa 2001.
- Tabamatu toalävel. Valik 1979–2000. Tartu: Tartu Ülikooli Kirjastus 2011.
- Koidutäht koolivihikus. Tartu: Ilmamaa 2011.

## Preise
- 1992 Jahrespreis des Estnischen Schriftstellerverbandes
- 1995 Juhan-Liiv-Preis
- 2001 Juhan-Liiv-Preis
- 2012 Staatlicher Kulturpreis